# Armenië op de Olympische Zomerspelen 2020
Armenië nam deel aan de Olympische Zomerspelen 2020 in Tokio, Japan. Er deden 17 deelnemers in acht sporten mee. Er werden in totaal vier medailles gewonnen, twee zilver en twee brons.

## Medailleoverzicht
| Medaille | Naam              | Sport         | Onderdeel    | Datum      |
| -------- | ----------------- | ------------- | ------------ | ---------- |
| Zilver   | Simon Martirosyan | Gewichtheffen | -109 kg (m)  | 3 augustus |
| Zilver   | Artoer Aleksanjan | Worstelen     | −97 kg (m)   | 3 augustus |
|          |                   |               |              |            |
| Brons    | Artur Davtyan     | Turnen        | sprong (m)   | 2 augustus |
| Brons    | Hovannes Bochkov  | Boksen        | lichtgewicht | 6 augustus |

## Atleten
Hieronder volgt een overzicht van de atleten die zich kwalificeerden voor deelname aan de Olympische Zomerspelen 2020.
| sport         | mannen | vrouwen | totaal |
| ------------- | ------ | ------- | ------ |
| Atletiek      | 1      | 0       | 1      |
| Boksen        | 3      | 0       | 3      |
| Gewichtheffen | 1      | 1       | 2      |
| Gymnastiek    | 1      | 0       | 1      |
| Judo          | 1      | 0       | 1      |
| Schietsport   | 0      | 1       | 1      |
| Worstelen     | 6      | 0       | 6      |
| Zwemmen       | 1      | 1       | 2      |
| totaal        | 14     | 3       | 17     |

## Sporten

### Atletiek
Mannen
Technische nummers
| atleet         | onderdeel          | kwalificaties | kwalificaties | finale         | finale         |
| atleet         | onderdeel          | afstand       | rang          | afstand        | rang           |
| -------------- | ------------------ | ------------- | ------------- | -------------- | -------------- |
| Levon Aghasyan | hink-stap-springen | 16,42         | 21            | niet geplaatst | niet geplaatst |

### Boksen
Mannen
| atleet             | onderdeel     | eerste ronde           | tweede ronde           | kwartfinale            | halve finale           | finale                 | finale         |
| atleet             | onderdeel     | tegenstander resultaat | tegenstander resultaat | tegenstander resultaat | tegenstander resultaat | tegenstander resultaat | rang           |
| ------------------ | ------------- | ---------------------- | ---------------------- | ---------------------- | ---------------------- | ---------------------- | -------------- |
| Koryun Soghomonyan | vlieggewicht  | Yafai V TKO            | niet geplaatst         | niet geplaatst         | niet geplaatst         | niet geplaatst         | niet geplaatst |
| Hovhannes Backov   | lichtgewicht  | Ryan W 5–0             | Chalabiyev W 4-1       | Abduraimov W 5-0       | Davis V 0-5            | niet geplaatst         | Brons          |
| Arman Darchinyan   | middengewicht | bye                    | Csemez W 5-0           | Marcial V KO           | niet geplaatst         | niet geplaatst         | niet geplaatst |

### Gewichtheffen
Mannen
| atlete            | onderdeel | trekken | trekken | stoten | stoten | totaal | rang   |
| atlete            | onderdeel | score   | rang    | score  | rang   | totaal | rang   |
| ----------------- | --------- | ------- | ------- | ------ | ------ | ------ | ------ |
| Simon Martirosyan | -109 kg   | 195     | 1       | 228    | 3      | 423    | Zilver |

Vrouwen
| atlete           | onderdeel | trekken | trekken | stoten | stoten | totaal | rang |
| atlete           | onderdeel | score   | rang    | score  | rang   | totaal | rang |
| ---------------- | --------- | ------- | ------- | ------ | ------ | ------ | ---- |
| Izabella Yaylyan | -59 kg    | 95      | 4       | 110    | 8      | 205    | 7    |

### Gymnastiek

#### Artistiek
Mannen
| atleet        | onderdeel    | kwalificatie | kwalificatie | kwalificatie | kwalificatie | kwalificatie | kwalificatie | kwalificatie | kwalificatie | finale  | finale         | finale  | finale  | finale  | finale  | finale | finale  |
| atleet        | onderdeel    | toestel      | toestel      | toestel      | toestel      | toestel      | toestel      | totaal       | positie      | toestel | toestel        | toestel | toestel | toestel | toestel | totaal | positie |
| atleet        | onderdeel    | vloer        | voltige      | ringen       | sprong       | brug         | rekstok      | totaal       | positie      | vloer   | voltige        | ringen  | sprong  | brug    | rekstok | totaal | positie |
| ------------- | ------------ | ------------ | ------------ | ------------ | ------------ | ------------ | ------------ | ------------ | ------------ | ------- | -------------- | ------- | ------- | ------- | ------- | ------ | ------- |
| Artur Davtyan | paardvoltige | n.v.t.       | 14.566       | n.v.t.       | n.v.t.       | n.v.t.       | n.v.t.       | n.v.t.       | 13           | n.v.t.  | niet geplaatst | n.v.t.  | n.v.t.  | n.v.t.  | n.v.t.  | n.v.t. | 13      |
| Artur Davtyan | sprong       | n.v.t.       | n.v.t.       | n.v.t.       | 14.866       | n.v.t.       | n.v.t.       | n.v.t.       | 2            | n.v.t.  | n.v.t.         | n.v.t.  | 14.733  | n.v.t.  | n.v.t.  | n.v.t. | Brons   |

### Judo
Mannen
| atleet               | onderdeel | eerste ronde         | tweede ronde         | derde ronde          | kwartfinale          | halve finale         | herkansing           | finale / BM          | finale / BM    |
| atleet               | onderdeel | tegenstander uitslag | tegenstander uitslag | tegenstander uitslag | tegenstander uitslag | tegenstander uitslag | tegenstander uitslag | tegenstander uitslag | rang           |
| -------------------- | --------- | -------------------- | -------------------- | -------------------- | -------------------- | -------------------- | -------------------- | -------------------- | -------------- |
| Ferdinand Karapetian | −73 kg    | bye                  | Smagulov V 002–012   | niet geplaatst       | niet geplaatst       | niet geplaatst       | niet geplaatst       | niet geplaatst       | niet geplaatst |

### Schietsport
Vrouwen
| atlete            | onderdeel         | kwalificaties | kwalificaties | finale         | finale         |
| atlete            | onderdeel         | punten        | rang          | punten         | rang           |
| ----------------- | ----------------- | ------------- | ------------- | -------------- | -------------- |
| Elmira Karapetyan | 10 m luchtpistool | 573           | 18            | niet geplaatst | niet geplaatst |

### Worstelen
Mannen
Vrije stijl
| atleet            | onderdeel | eerste ronde         | kwartfinale          | halve finale         | herkansing           | finale / BM          | finale / BM    |
| atleet            | onderdeel | tegenstander uitslag | tegenstander uitslag | tegenstander uitslag | tegenstander uitslag | tegenstander uitslag | rang           |
| ----------------- | --------- | -------------------- | -------------------- | -------------------- | -------------------- | -------------------- | -------------- |
| Arsen Harutyunyan | −57 kg    | Bekhbayar V 1-3      | niet geplaatst       | niet geplaatst       | niet geplaatst       | niet geplaatst       | niet geplaatst |
| Vazgen Tevanyan   | −65 kg    | Rashidov V 0-3       | niet geplaatst       | niet geplaatst       | niet geplaatst       | niet geplaatst       | niet geplaatst |

Grieks-Romeins
| atleet            | onderdeel | eerste ronde         | kwartfinale          | halve finale         | herkansing           | finale / BM          | finale / BM    |
| atleet            | onderdeel | tegenstander uitslag | tegenstander uitslag | tegenstander uitslag | tegenstander uitslag | tegenstander uitslag | rang           |
| ----------------- | --------- | -------------------- | -------------------- | -------------------- | -------------------- | -------------------- | -------------- |
| Armen Melikyan    | −60 kg    | Nejati W 3-1         | Temirov V 1-3        | niet geplaatst       | niet geplaatst       | niet geplaatst       | niet geplaatst |
| Karen Aslanyan    | −67 kg    | Korpási W 3-1        | El-Sayed V 1-3       | niet geplaatst       | niet geplaatst       | niet geplaatst       | niet geplaatst |
| Karapet Chalyan   | −77 kg    | Berdimuratov W 3-0   | Cherkirkin W 3-1     | Machmoedov V 1-3     | bye                  | Hüseynov V 1-3       | 5              |
| Artoer Aleksanjan | −97 kg    | Dzhuzupbekov W 3-1   | Savolainen W 3-1     | Saravi W 3-1         | bye                  | Yevloyev V 1-3       | Zilver         |

### Zwemmen
Mannen
| atleet           | onderdeel        | series | series | halve finale   | halve finale   | finale         | finale         |
| atleet           | onderdeel        | tijd   | rang   | tijd           | rang           | tijd           | rang           |
| ---------------- | ---------------- | ------ | ------ | -------------- | -------------- | -------------- | -------------- |
| Artur Barseghyan | 50 m vrije slag  | 23,14  | 43     | niet geplaatst | niet geplaatst | niet geplaatst | niet geplaatst |
| Artur Barseghyan | 100 m vrije slag | 49,78  | 38     | niet geplaatst | niet geplaatst | niet geplaatst | niet geplaatst |

Vrouwen
| atlete               | onderdeel        | series | series | halve finale   | halve finale   | finale         | finale         |                |
| atlete               | onderdeel        | tijd   | rang   | tijd           | rang           | tijd           | rang           |                |
| -------------------- | ---------------- | ------ | ------ | -------------- | -------------- | -------------- | -------------- | -------------- |
| Varsenik Manucharyan | 100 m vrije slag | 59,18  | 45     | niet geplaatst | niet geplaatst | niet geplaatst | niet geplaatst | niet geplaatst |